# Jean Martin (attore)
Jean Martin (Parigi, 6 marzo 1922 – Parigi, 2 febbraio 2009) è stato un attore francese.

## Biografia
Jean Martin prestò servizio nella Resistenza francese durante la seconda guerra mondiale e più tardi combatté con i paracadutisti francesi in Indocina. Si dedicò quindi all'attività di attore.
Esordì in teatro sotto la direzione del regista teatrale Roger Blin, in creazioni di pièces di Samuel Beckett, Arthur Adamov ed Eugène Ionesco. Il 4 gennaio 1953 interpretò il personaggio di Lucky in Aspettando Godot, di Samuel Beckett, dopo che l'attore Pierre Louki, che avrebbe dovuto interpretare la parte di Pozzo, rinunciò e Blin decise di interpretare lui tale personaggio, affidando quello di Lucky, che avrebbe dovuto interpretare lui stesso, a Martin. Martin fu inoltre il primo ad interpretare il ruolo di Clov, quando Blin presentò la versione francese di Finale di partita, sempre di Beckett, al Royal Court Theatre di Londra.
Jean Martin partecipò a una cinquantina di film, molti dei quali importanti coproduzioni internazionali come La battaglia di Algeri (1966), diretto da Gillo Pontecorvo, nel quale interpretava il colonnello Mathieu, Il giorno dello sciacallo (1973) diretto da Fred Zinnemann, in cui interpretava la parte del maresciallo Wolonski, o ancora Il messia (1975), diretto da Roberto Rossellini, nel quale interpretava la parte di Ponzio Pilato,.
Lavorò molto anche in televisione, interpretando fra l'altro l'inquietante Gran Maestro Hubert de Mauvouloir, personaggio centrale del feuilleton fantastico a puntate Les Compagnons de Baal (proiettato anche in Italia dalla Rai con il titolo I compagni di Baal), scritto da Jacques Champreux e realizzato da Pierre Prévert per l'ORTF (Office de radiodiffusion télévision française) che lo mandò in onda dal 29 luglio al 9 settembre del 1968 sulla sua seconda rete.
Visse gran parte della sua vita a Parigi, nel VII arrondissement, dove morì di un tumore. La sua salma fu cremata nel cimitero di Père-Lachaise.

## Filmografia
- Notre-Dame de Paris (Notre-Dame de Paris), regia di Jean Delannoy (1956)
- Parigi ci appartiene (Paris nous appartient), regia di Jacques Rivette (1960)
- S.S. operazione Fortunat (Fortunat), regia di Alex Joffé (1960)
- Le mutande rosse (Le culottes rouges), regia di Alex Joffé (1962)
- Segretissimo spionaggio (Ballade pour un voyou), regia di Claude-Jean Bonnardot (1963)
- L'agente federale Lemmy Caution (À toi de faire ... mignonne), regia di Bernard Borderie (1963)
- Le dernier matin d'Edgar Allan Poe (cortometraggio), regia di Jean Barral (1965)
- La battaglia di Algeri (La Bataille d'Alger), regia di Gillo Pontecorvo (1966)
- Suzanne Simonin, la religiosa (La Religieuse), regia di Jacques Rivette (1966)
- Le armi segrete del generale Fiascone (Martin Soldat), regia di Michel Deville (1966)
- Le filous (cortometraggio), regia di Jacques Colombat (1967)
- Je t'aime, je t'aime - Anatomia di un suicidio (Je t'aime, je t'aime), regia di Alain Resnais (1968)
- Manon 70, regia di Jean Aurel (1968)
- Una vedova tutta d'oro (Une veuve en or), regia di Michel Audiard (1969)
- Promessa all'alba (La Promesse de l'aube), regia di Jules Dassin (1970)
- Il caso "Venere privata" (Cran d'arrêt), regia di Yves Boisset (1970)
- L'Apocalypse, regia di Jean-Claude Sée (1970)
- Tre canaglie e un piedipiatti (Laisse aller...c'est une valse), regia di Georges Lautner (1971)
- Gli amori impossibili (Le rempart des Bèguines), regia di Guy Casaril (1972)
- L'erede (L'Héritier), regia de Philippe Labro (1973)
- Il giorno dello sciacallo (Chacal), regia di Fred Zinnemann (1973)
- Il mio nome è Nessuno (Mon nom est personne), regia di Tonino Valerii e Sergio Leone (1973)
- Spostamenti progressivi del piacere (Glissements progressifs du plaisir), regia di Alain Robbe-Grillet (1974)
- Ci sono dentro fino al collo (La moutarde me monte au nez), regia di Claude Zidi (1974)
- Il tempo dell'inizio, regia di Luigi Di Gianni (1974)
- Le cri du coeur, regia di Claude Lallemand (1974)
- Bagarre express (La course à l'échalote), regia di Claude Zidi (1975)
- Operazione Rosebud (Rosebud), regia di Otto Preminger (1975)
- Un genio, due compari, un pollo (Un génie, deux associés, une cloche), regia di Damiano Damiani (1975)
- Il poliziotto della brigata criminale (Peur sur la ville), regia di Henri Verneuil (1975)
- Una donna alla finestra (Une femme a sa fenêtre), regia di Pierre Granier-Deferre (1975)
- L'ala o la coscia? (L'Aile ou la Cuisse), regia di Claude Zidi (1975)
- Il Messia (Le Messie), regia di Roberto Rossellini (1976)
- Il giudice d'assalto (Le Juge Fayard dit Le Shériff), regia di Yves Boisset (1977)
- Il gatto, regia di Luigi Comencini (1977)
- Dossier 51 (Le dossier 51), regia di Michel Deville (1978)
- Bête, mais discipliné, regia di Claude Zidi (1979)
- Il mio socio (L'associé), regia di René Gainville (1979)
- La femme flic, regia di Yves Boisset (1980)
- Un commissario al di sotto di ogni sospetto (Inspecteur la Bavure), regia di Claude Zidi (1980)
- Le Roi et l'oiseau (voce), regia di Paul Grimault (1980)
- Eclipse sur un ancien chemin vers Compostelle, regia di Bernard Férié (1980)
- La puce et le privé, regia di Roger Kay (1981)
- Le crime d'Ovide Plouffe, regia di Denys Arcand (1984)
- Justinien Trouvé, ou le bâtard de Dieu, regia di Christian Fechner (1995)
- Lucie Aubrac – Il coraggio di una donna (Lucie Aubrac), regia di Claude Berri (1997)

## Doppiatori italiani
- Sergio Graziani in Il mio nome è Nessuno, Spostamenti progressivi del piacere
- Sergio Rossi in Il messia, Les Compagnos de Baal
- Giuseppe Rinaldi in La battaglia di Algeri
- Bruno Persa in Il caso "Venere privata"
- Stefano Sibaldi in Un genio, due compari, un pollo
- Giorgio Piazza in Il poliziotto della brigata criminale
- Gianni Marzocchi in Il gatto

## Televisione
- 1964 : Le Théâtre de la jeunesse: David Copperfield di Marcel Cravenne
- 1965 : Morgane ou Le prétendant di Alain Boudet
- 1967 : L'Invention de Morel di Claude-Jean Bonnardot
- 1968 : Les Compagnons de Baal (serie TV) di Pierre Prévert : Hubert de Mauvouloir
- 1968 : Les Enquêtes du commissaire Maigret di Michel Drach, episodio: L'Inspecteur Cadavre
- 1970 : Rendez-vous à Badenberg di Jean-Michel Meurice
- 1972 : Mandrin (serie televisiva) di Philippe Fourastié
- 1976 : Le Château des Carpathes di Jean-Christophe Averty : Orfanik
- 1977 : Rendez-vous en noir, di Claude Grinberg
- 1979 : Médecins de nuit di Nicolas Ribowski, episodio: Palais Royal
- 1995 : Julie Lescaut, episodio 4, stagione 4 : La fiancée assassinée di Élisabeth Rappeneau - Honoré Prieur
- 1997 : Maigret e il chierichetto di Pierre Granier-Deferre